# Rita Streich
Rita Streich (Barnaul, Krai de Altái, Rusia, 18 de diciembre de 1920-Viena, Austria, 20 de marzo de 1987) fue una de las más destacadas sopranos de coloratura de postguerra.
Se trasladó a Alemania con sus padres durante su infancia, donde creció bilingüe, algo que la ayudó extraordinariamente en su carrera posterior. Entre sus profesores estuvieron Willi Domgraf-Fassbaender, Erna Berger, y Maria Ivogün.
Su debut como cantante de ópera tuvo lugar durante la Segunda Guerra Mundial en el teatro estatal de Ústí nad Labem en Bohemia, en el papel de Zerbinetta en la ópera Ariadne auf Naxos. Tres años más tarde se aseguró su primer contrato con la Staatsoper Unter den Linden (Ópera estatal) en Berlín, donde permaneció hasta 1952. Ese año se trasladó a Bayreuth, en 1953 a Viena, y en 1954 a Salzburgo. Le siguieron representaciones en La Scala de Milán, en Covent Garden y en 1958 en el Teatro Colón (Buenos Aires) dirigida por Thomas Beecham como la Reina de la noche de La flauta mágica.
Desde 1974 enseñó en la escuela Folkwang de Essen y en la Academia de Música de Viena. Además, impartió clases magistrales durante el Festival de Salzburgo desde 1983.
Su repertorio incluye arias de Idomeneo, Così fan tutte, El rapto en el serrallo, La flauta mágica, Las bodas de Fígaro, Don Giovanni y otras. Puesto que creció siendo bilingüe, pudo igualmente interpretar obras de Rimski-Kórsakov en su idioma ruso original casi sin acento.
Rita Streich cantó Die Königing der Nacht de muy joven.